# 鳥巣英司
鳥巣 英司（とりす えいじ）は、日本の国土交通省官僚。

## 来歴・人物
建設省（現国土交通省）に入省し、国土庁（現国土交通省）土地局土地利用調整課課長補佐、建設省（現国土交通省）住宅局建築指導課課長補佐、財団法人土地総合研究所研究部次長、国土交通省九州地方整備局広報広聴対策官、OECD、国土交通省大臣官房付などのポストを歴任し、平成19年（2008年）7月に現職である内閣府政策統括官防災担当付参事官（災害予防・広報・国際防災推進担当）に着任していた。

## Second Life
内閣府は、日本政府初のSecond Life進出（平成20年1月19日）を果たした。
同年5月30日に開かれたSecond Life産学官ラウンドテーブルに、内閣府においてSecond Lifeを担当する参事官（災害予防・広報・国際防災推進担当）として招待され、Second Lifeの創始者であるリンデン・ラボのフィリップ・ローズデール会長と同席した 。また、この場において、災害をイン・ワールド（Second Life内）で仮想体験し、国民の防災意識の向上に役立てる内閣府の計画が発表された。

## 著作
- 月刊 不動産流通（平成2年（1990年）5月号）「改正国土法施行」
- 月刊 不動産流通（平成10年（1998年）5月号）「行政の窓口から」
- 月刊 不動産フォーラム21（平成14年（2002年）6月号）「事業用借地権制度研究会報告（事業用借地標準約款）について」
- 都市開発事業における 不動産の証券化手法の活用方策検討業務 報告書（平成14年（2002年）12月）
- OECD Territorial Reviews: Competitive Cities in the Global Economy (November 2006) ISBN  9264027092
- Competitive Cities in the Global Economy (1 Dec 2006)[リンク切れ] ISBN 9264027084